# Hans-Jürgen Dollheiser
Hans-Jürgen Dollheiser (* 29. September 1928; † 27. August 1995) war ein deutscher Hockeyspieler.
Hans-Jürgen Dollheiser und sein älterer Bruder Hugo waren mit dem Club Raffelberg aus Duisburg 1951 und 1953 Deutscher Meister. 1955 wechselten beide zu Preußen Duisburg.
Hans-Jürgen debütierte 1951 in der deutschen Hockeynationalmannschaft. Bei den Olympischen Spielen 1952 schied die Mannschaft mit beiden Brüdern im Viertelfinale gegen die späteren Olympiazweiten aus den Niederlanden aus. Vier Jahre später gehörte nur noch Hugo Dollheiser zur deutschen Olympiamannschaft, Hans-Jürgen Dollheiser zählte zwar zum erweiterten Kader, angesichts der Reisekosten fuhren aber nur 15 Spieler nach Melbourne. Insgesamt wirkte der Abwehrspieler von 1951 bis 1954 in 18 Länderspielen mit.